# Матриця: Воскресіння
«Матриця: Воскресіння» (англ. The Matrix Resurrections) — четвертий фільм «Матриці», який вийшов на екрани 21 грудня 2021 року.
Минуло понад 60 років у реальному світі після подій третьої частини. Агенти повстанців Баґс і Секвоя виявляють, що Нео і Триніті якимось чином вижили і перебувають в полоні машин, у віртуальному світі Матриці. В ній Нео відомий геймдизайнер, який розробив знамениту відеогру «Матриця». Іноді йому здається, що події гри відбувалися насправді, але йому складно відрізнити де справжній світ, а де вигадка.

## Назва
Оригінальна назва фільму «The Matrix Resurrections». Слово «Matrix» означає «Матриця» і позначає назву франшизи. Слово «Resurrections» є множиною від слова «Resurrection» («Воскресіння», християнський термін). Тому правильний переклад українською мовою назви фільму «Матриця: Воскресіння».

## Сюжет
Початок картини відсилає до вступної сцени першого фільму: агенти переслідують молоду Триніті в Матриці. Але для Баґз та Секвої, які спостерігають за цим з реального світу, сцена закінчується несподівано: Триніті затримують. Баґз та Секвоя припускають, що це лише симуляція минулого. Агенти помічають спостерігачів. Втікаючи, Баґз потрапляє до колишньої квартири хакера Нео, куди заманює одного з агентів, який виявляється Морфеєм. Вона виводить його з Матриці, щоб він допоміг їй знайти Нео.
Томас Андерсон тепер — всесвітньо відомий геймдизайнер, який проживає в Сан-Франциско. Колись він займався розробкою трилогії відеоігор «Матриця». Нині його фірму «Deus Machina» придбала корпорація «Warner Bros.» Нові власники хочуть перезапустити проєкт та випустити продовження. Томас неохоче починає роботу над продовженням, але його мучать видіння та жахливі сни, ніби світ, у якому він живе, нереальний. Він відвідує психотерапевта Аналітика, який виписує йому якісь сині пігулки. В улюбленій кав'ярні «Simulatte» Томас зустрічає жінку, мати двох дітей на ім'я Тіффані і знайомиться з нею за наполяганням колеги. Тіффані далека від світу відеоігор, але чула про «Матрицю» та її творця. Вони домовляються про нову зустріч.
В один з днів у будівлі «Deus Machina» оголошують пожежну тривогу та починається евакуація. Морфей шле Андерсону повідомлення на смартфон і заманює в туалет, де іронізує з того, що їхня зустріч відбувається саме там. Морфей пропонує Андерсону вийти з Матриці, простягаючи синю та червону пігулки на вибір. Андерсон сумнівається чи це не гра його уяви, і відмовляється. Після втечі під кулями спецпризначенців, він отямлюється в кабінеті Аналітика, котрий розповідає, що Андерсон перестав відрізняти світ своєї відеогри від реальності, і це не перший випадок із ним.
Згодом Андерсон знову зустрічається з Тіффані і вважає, що десь уже зустрічав її, тому його тривога лише посилюється. Після цього в кав'ярні з ним зустрічається дівчина, яка каже, що її звуть Баґз. Вона розповідає Андерсону, що він у Матриці — світі, який симульовано штучним інтелектом. Насправді його звуть Нео, і у нього є призначення — врятувати поневолене машинами людство. Коли Нео виходить на дах, думаючи стрибнути з нього, Баґз показує татуювання білого кролика на плечі (що відсилає до сцени з першого фільму) та пропонує Нео вибратися з симуляції. Нео погоджується, і роботи вилучають його із капсули, де він лежав, підключений до Матриці, та переносять на корабель повстанців «Мнемозіну». В польоті Нео бачить навпроти своєї капсули капсулу з Триніті.
Командирка «Мнемозіни» Баґз знайомить Нео з командою та розповідає передісторію. З часу останньої версії Матриці, де Нео врятував мешканців єдиного людського міста Зіон, минуло 60 років. Частина машин стала на бік людей і спільними зусиллями вони збудували нове підземне місто замість зруйнованого Зіону — Іо. Після смерті Нео його тіло було реанімовано та збережено машинами для власних цілей, а матричний код відтворено та надійно приховано. Повстанці стикнулись з чималою кількістю труднощів, щоб знайти його. Для них Нео — жива легенда.
Нео з командою корабля прибувають в Іо, де його керівниця, старенька Ніоба, яка стала генералом, відсторонює команду «Мнемозіни» від польотів за самовільний порятунок Нео. Потім Ніоба розповідає Нео, що в певний момент у машин виник дефіцит енергії, що спричинило війну машин між собою. Використавши ситуацію, люди навчилися перепрограмувати деякі машини і потім використовувати їх у своїх цілях. Також повстанцям допомагають штучні істоти — сентиненти, одним із яких став Морфей, чий розум також було відновлено, а тілом слугує рій мікроскопічних роботів. Нео дізнається, що після його звільнення в Матриці наростає аномальна активність агентів, які тепер маскуються під звичайних людей і живуть поряд з ними. Баґз зі своїми товаришами пропонує втекти з Іо та врятувати тепер Триніті з вежі під назвою Аномаліум. Не зовсім розуміючи, що від нього потрібно цього разу, Нео все ж погоджується допомогти аби знову побачити кохану, котра живе в Матриці під іменем Тіффані. Втікачі розробляють план визволити її, але є головна перешкода: Триніті має сама захотіти повернутися до реального світу.
Завдяки ранішій розмові з Тіффані в кафе, Нео прямує в її майстерню мотоциклів, дорогою зустрівши Меровінга, що в новій версії Матриці став замість власника елітного клубу волоцюгою. Меровінг намагається вбити Нео та критикує насталий світ з Інстаграмом і Вікіпедією, наостанок обіцяючи, що про нього знімуть спін-оф. Дорогою Нео стикається з агентом Смітом, який в Матриці постає його начальником. Сміт провокує бійку, в ході якої Нео пригадує як керувати віртуальною реальністю Матриці, порушуючи її правила силою волі. Покидаючи його, Сміт зауважує, що завдяки Нео він став вільним.
Коли ж Нео досягає Тіффані, в неї стріляє Аналітик, який керує поточною Матрицею. Він сповільнює час і пояснює як відновив тіла Нео й Триніті та зрозумів, що ці двоє повинні завжди прагнути одне до одного. За його спостереженням, люди генерують найбільше енергії, коли намагаються досягнути недосяжного та вберегти те, що в них уже є. Взаємна Туга між Нео й Триніті, що проявлялася як спогади про минуле, забезпечує Сміту великі обсяги енергії. В останню мить Аналітик спиняє кулю, чекаючи на обдумане рішення від Нео.
До Ніоби та Нео навідується доросла програма Саті та застерігає, що Аналітик пропонує Нео повернутися в Матрицю і жити колишнім життям, інакше він уб'є Триніті. Нео погоджується лягти в свою капсулу та знову жити у світі ілюзій аби його кохана вціліла. Проте Ніоба потай від Нео наполягає пробратися в Аномаліум і забрати Триніті звідти. Морфей, завдяки наданим Саті планам, дістається до капсули та від'єднує частину комунікацій. Баґз погоджується лягти в капсулу замість Триніті, щоб обманути систему безпеки машин.
Нео приходить до Аналітика, де бачить Тіффані та переконує її, що спогади справжні. Тіффані визнає, що хотіла би бути Триніті, але в неї тепер є чоловік і діти, тож вона йде до них. Але в останню мить вона все ж повертається до Нео і визнає, що Триніті — це її справжня сутність. Аналітик намагається застрелити її, проте йому стає на заваді агент Сміт. Отримавши більше часу, Нео з Триніті прямують до виходу з Матриці. Сміт перетворює себе на звичайну людину в Матриці, остаточно переставши бути службовою програмою. Аналітик нацьковує на Нео та Триніті решту агентів. Обоє продовжують втечу, розкидаючи їх, поки героїв не наздоганяють на даху хмарочоса. Нео вирішує стрибнути й полетіти, але йому не вдається. Натомість Триніті хапає його і обоє злітають, після чого отямлюються в реальному світі на «Мнемозіні».
Згодом Нео з Триніті навідуються до Аналітика. Триніті б'є його за те, що Аналітик маніпулював нею за допомогою дітей. Той очікує угоди про переробку Матриці на кращу версію, хоча з сарказмом підкреслює, що люди в віртуальному світі самі бажають там лишатися. Гості відповідають на це, що вже отримали те, на що й не сподівалися — другий шанс бути разом, після чого злітають на містом.
У сцені після титрів працівники фірми «Deus Machina» думають над сіквелом «Матриці», і сходяться на думці про те, що люди люблять котів. Тому вони планують сіквел «Матриці» під назвою «Нятриця» (суміш слова «Матриця» і котячого вигуку «няв»).

## У ролях
| Актори й акторки     | Актори й акторки      | Персонажі й персонажки | Персонажі й персонажки |
| -------------------- | --------------------- | ---------------------- | ---------------------- |
| Кіану Рівз           | Keanu Reeves          | Нео / Томас Андерсон   | Neo / Thomas Anderson  |
| Керрі-Енн Мосс       | Carrie-Anne Moss      | Триніті / Тіффані      | Trinity / Tiffany      |
| Яг'я Абдул-Матін II  | Yahya Abdul-Mateen II | Морфей / агент Сміт    | Morpheus / Agent Smith |
| Джонатан Ґрофф       | Jonathan Groff        | Сміт                   | Smith                  |
| Джессіка Генвік      | Jessica Henwick       | Баґз                   | Bugs                   |
| Ніл Патрік Гарріс    | Neil Patrick Harris   | Аналітик               | The Analyst            |
| Джада Пінкетт-Сміт   | Jada Pinkett Smith    | Ніоба                  | Niobe                  |
| Пріянка Чопра        | Priyanka Chopra       | Саті                   | Sati                   |
| Крістіна Річчі       | Christina Ricci       | Ґвін де Вер            | Gwyn de Vere           |
| Ламбер Вільсон       | Lambert Wilson        | Меровінг               | The Merovingian        |
| Ендрю Льюїс Колдвелл | Andrew Lewis Caldwell | Джуд                   | Jude                   |
| Тобі Онвумере        | Toby Onwumere         | Секвоя                 | Sequoia                |
| Макс Рімельт         | Max Riemelt           | Шеперд                 | Sheperd                |
| Джошуа Гроте         | Joshua Grothe         | FunktIøn               | FunktIøn               |
| Браян Джей Сміт      | Brian J. Smith        | Берґ                   | Berg                   |
| Ерендіра Ібарра      | Eréndira Ibarra       | Лексі                  | Lexy                   |
| Майкл Соммерс        | Michael X. Sommers    | Скрос                  | Skroce                 |
| Л. Трей Вілсон       | L. Trey Wilson        | Ганно                  | Hanno                  |

## Український Дубляж
- Студія: Постмодерн
- Режисерка дублювання: Катерина Брайковська
- Перекладач: Олег Колесніков
- Координатор проекту: Юлія Кузьменко

Ролі дублювали:
- Нео — Роман Чорний
- Баґз — Катерина Брайковська
- Морфей — Роман Молодій
- Трініті — Олена Узлюк
- Психоаналітик — Іван Розін
- Сміт — Євген Лісничий
- Наобі — Наталія Поліщук
- Секвойя — Олександр Погребняк
- Саті — Анна Дончик
- Джуд — Артем Мартинішин
- Лексі — Ольга Гриськова

А також: Володимир Заєць, Дмитро Сова, Катерина Качан, Володимир Терещук, Юрій Сосков, Андрій Альохін,

## Виробництво

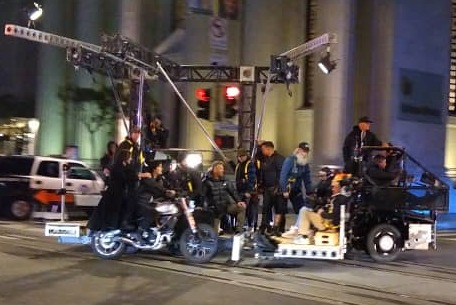
Кіану Рівз і Керрі-Енн Мосс знімаються в сцені із мотоциклом у фінансовому районі Сан-Франциско, 15 лютого 2020

Фільм було анонсовано у серпні 2019 року.
Сценарій написали Лана Вачовскі, Олександр Хемон і Девід Мітчелл. Лана Вачовскі став режисером фільму. Кіану Рівз і Керрі-Енн Мосс зіграли, як і в попередніх фільмах франшизи, Нео і Трініті.
Крім того, до акторського складу приєдналися Ях'я Абдул-Матін II і Ніл Патрік Харріс; у жовтні 2019 року розпочалися переговори з Джадою Пінкетт-Сміт. У лютому 2020 року до проєкту долучилася акторка і майстер джиу-джитсу Еллен Голлман, відома за серіалом «Спартак: Кров та пісок».
Виробництво фільму почалося 4 лютого 2020 року в Сан-Франциско під кодовою назвою «Проект „Морозиво“» (англ. Project Ice Cream). Також знімальний процес заплановано на Babelsberg Studio (англ.) в Німеччині і в Чикаго.
Прем'єра фільму в США відбулася 21 грудня 2021 року.

## Оцінки й відгуки
Фільм зібрав 65 % позитивних рецензій критиків на агрегаторі Rotten Tomatoes з середньою оцінкою 6,2/10. На Metacritic середня оцінка критиків склала 64 бали зі 100.
Олівер Джонс із «The Observer» писав: «Остаточний ефект від усього цього техно-філософського „ля-ля-ля“ — це не зовсім приємне відчуття, ніби ви дивитеся фільм, одночасно перебуваючи в кабіні ліфта з кимось, хто відчайдушно хоче пояснити, що це таке і чому він має вам сподобатися». За його зауваженням, «…в основному, „Воскресіння“ — це просто бомбардування словами. Монологи поганих хлопців, пояснення сюжету та філософія, що підтримує хороших хлопців — слова зриваються з екрану так само легко, як гільзи вилітають із численних автоматів і гвинтівок у фільмі. В цілому, багато слів призначені для метатекстуального аналізу природи існування фільму та сиквелів. Інші мають на меті пояснити різні заплутані причини, через які ця історія потрапила в те місце, в якому тепер перебуває». Отож, загалом «Новий фільм „Матриця“ розповідає про самого себе, він ні про що, і про світ, у якому ми живемо, хоча й у помітно менш глибоких і креативних формах, ніж перший фільм 22 роки тому».
Ноель Д. Ліллі для «Chicago Reader» писала, що в фільмі багато жартівливих моментів, але «Воскресіння» не боїться насміхатися з себе. Фільм визнає, що він по суті ремейк першої частини, але «хімія» між Нео і Триніті яскрава, як ніколи, навіть якщо вони не згадують одне одного одразу. За словами Ліллі, «Давнім фанатам може здатися, що експозиція заважка, але новачки оцінять контекст… „Воскресіння“ — це ковток свіжого повітря в той час, коли перезапуски коштують десяток монет».
На думку Девіда Сімса з «The Atlantic», «На мій подив, Вачовські, тим не менш, зберігає досить багато передісторій із сиквелів „Матриці“, які часто висміює; як захисник цих запаморочливих епосів, я був у захваті, побачивши, що „Воскресіння“ не стирає сюжет, а просто запускає нову „Матрицю“. Еволюція симуляції пронизана певною запаморочливою логікою всесвіту, але Вачовські (разом із співавторами Девідом Мітчеллом та Александром Гемоном) також пов'язує її з тим, як Інтернет змінився після першої „Матриці“. У фільмі 1999 року відображено онлайновий світ, що складається з серії баз даних, у яких ворогами були беземоційні машини, які прагнуть тримати людство під контролем. У „Воскресіннях“ Матриця змінилася на щось більш дико емоційне та провокаційне: всесвіт постійного відволікання та інтенсивної енергії, що втілює сенсорну атаку по всіх фронтах, яка виникає після входу в систему в 2021 році»… Лана Вачовські (яка цього разу була режисеркою соло без своєї сестри Ліллі) зняла фільм, який розглядає проблеми сучасного життя, критикує загальну Голлівудську культуру перезапусків та слугує напрочуд солодким твором ностальгії".
Вільям Біббіані із «TheWrap» відгукнувся: «Якщо відкинути амбіції або виправдання фільму, „Матриця: Воскресіння“ є одним з найрозкішніше знятих великих творів останнього часу, з яскравою палітрою кольорів і бездоганним почуттям стилю». З іншого боку, «Після того, як франшиза „Матриця“ підняла планку для високобюджетних екшенів, навіть у менш популярних сиквелах, „Воскресіння“ занадто часто стає жертвою уривчастої та нечіткої хореографії бою й перестрілок». Новому фільму бракує сцен, які лишаються в пам'яті, як-от гонитва на автостраді в «Матриця: Перезавантаження». Кінокартина проте дуже самокритична, що рятує її в слабких моментах. «У цей момент ви або отримуєте задоволення від подорожі з ностальгією, або, якщо ви незадоволені, то можете принаймні трохи заспокоїтися, знаючи, що сам фільм також вважає, що повернутися до „Матриці“ було поганою ідеєю». Водночас продовження має і перевагу над оригінальною трилогією. Як писав Біббіані, «…є одна річ у „Матриця: Воскресіння“, якою не може похвалитися жоден з оригінальних фільмів, — це справді правдоподібні стосунки між Нео/Томасом Андерсоном і Триніті, яку грає Керрі-Енн Мосс. Незвичайний стиль оповіді нового фільму дає Рівзу та Мосс те, чого вони ніколи не мали: можливість поговорити кілька хвилин і встановити значущий зв'язок».